# Der einsame Puma
Der einsame Puma (Originaltitel: Charlie, the Lonesome Cougar) ist ein Abenteuer- und Tierfilm über den titelgebenden, verwaisten Charlie, der von einem Arbeiter im Nordamerika des beginnenden 20. Jahrhunderts aufgezogen wird und verschiedene Abenteuer erlebt. Mit dem Werk gab Winston Hibler sein (Spielfilm-)Regiedebüt ab. Der Film ist der 55. Realfilm aus dem Hause Disney und lief ab dem 18. Oktober 1967 in den US-Kinos. Ursprünglich war es als Double Feature mit Das Dschungelbuch gedacht.

## Handlung
Jess Bradley (Ron Brown) arbeitet in einem Sägewerk in Nordamerika. Eines Tages findet er einen einsamen Puma. Das junge Tier ist völlig hilflos und so nimmt er es auf und zieht es groß. Charlie ist bald schon unter Jess’ Kollegen bekannt. Doch mit zunehmender Größe nehmen die Probleme zu. Als Charlie Reißaus nimmt, gerät er nicht nur mit Jägern aneinander, sondern trifft auch auf ein Pumaweibchen.

## Deutsche Synchronisation
1982 fertigte die Synchronfirma Berliner Synchron GmbH Wenzel Lüdecke die Synchronisation des Films unter der Regie Dietmar Behnkes an. Lutz Arenz war für das Dialogdrehbuch verantwortlich.
| Darsteller        | Sprecher                 | Rolle         |
| ----------------- | ------------------------ | ------------- |
| Lewis Sample      | Klaus Jepsen             | Chefingenieur |
| Clifford Peterson | Joachim Cadenbach        | Cliff         |
| Jim Wilson        | Gerd Duwner              | Farmer        |
| Ron Brown         | Uwe Paulsen              | Jess Bradley  |
| Brian Russell     | Friedrich Georg Beckhaus | Potlatch      |
| Rex Allen         | Joachim Kemmer           | Erzähler      |

## Veröffentlichungen und Verfügbarkeit
In den USA wurde der Film ab dem 18. Oktober 1967 in den Kinos aufgeführt. Im Laufe der Jahre erschienen mehrere VHS-Auflagen, etwa 1997 von den Disney Studios sowie 2000 von Anchor Bay Entertainment. 2004 feierte das Werk seine (US-)DVD-Premiere. Seit 2014 ist der Titel bei verschiedenen Streamingportalen verfügbar.
Der Film schaffte es weder auf die große Leinwand in Deutschland noch auf VHS. Seine Deutschlandpremiere erfolgte am 4. April 1983 im Free-TV (ARD). Seither wurde dieser einige Male bei Super RTL und Disney Channel ausgestrahlt. Haptische Veröffentlichungen (DVD, Blu-ray oder UHD) sowie eine deutschsprachige VOD-Auswertung gab es keine, sodass der Film in Deutschland quasi nicht erhältlich ist. Lediglich auf Filmbörsen bzw. bei entsprechenden Internetshops sind DVD-Bootlegs mit deutscher Tonspur erhältlich.

## Trivia
- Es sind vier verschiedene Pumas im Film zu sehen. Dies fällt vor allem bei der „Käfigszene“ gen Ende auf, da sich der aggressive Puma und der entspannte Puma nicht komplett gleichen.[13]
- Der Film ist neben diversen US-Streaming-Portalen auch etwa bei Apple TV auf Französisch verfügbar.[14]